# Симитли (община)
Симитли е община в Югозападна България, една от съставните общини на област Благоевград.

## География

### Географско положение, граници, големина
Общината се намира в северозападната част на област Благоевград и с площта си от 553,004 km2 заема 4-то място сред 14-те общини на областта, което съставлява 8,57% от територията на областта. Границите ѝ са следните:
- на северозапад и север – община Благоевград;
- на изток – община Разлог;
- на изток – община Банско;
- на юг – община Кресна;
- на югозапад – Северна Македония.

### Релеф, води, климат

#### Релеф
Територията на община Симитли представлява една изключително интересна мозайка от различни типове релеф – котловинно долинен, ниско-, средно- и високопланински. През средата на общината, от север на юг протича река Струма и центърът ѝ образува малката Симитлийска котловина, в която са разположени общинския център и още четири села. Преди котловината в общината попада долната (южна) част на Орановския пролом, а след нея – горната (северна) част на величествения и живописен Кресненски пролом. Тук в коритото на реката е най-ниската точка на общината – 230 m н.в. Западните и източните части на общината са планински. Североизточната ѝ част се заема от крайните югозападни разклонение на Югозападна Рила, с най-висока точка 2306 m. Югоизточната четвъртина се заема от северните и северозападни части на Северен Пирин и тук се издига най-високата точка на общината – връх Гърбец 2597 m. Цялата западна и северозападна част попада в южните разклонения на планината Влахина, с най-висока точка граничния връх Огреяк 1924 m. На югозапад, южно от десния приток на Струма Сушицка река се намират северните разклонения на Малешевска планина, т.нар. Крупнишки рид с най-висока точка Ильов връх (Джама) 1803 m.

#### Води
През средата на общината, от север на юг, преминава около 20 km от течението на река Струма, която на нейна територия получава общо пет големи множество малки притока. От тях три са леви, събиращи водите си от Рила и Пирин – реките Градевска, Брежанска и Мечкулска и два десни, събиращи водите си от планините Влахина и Малешевска – реките Стара (Вранещица) и Сушицка.
Безценно природно богатство са откритите минерални извори в град Симитли.

### Населени места
Общината се състои от 18 населени места. В централната част на общината – по поречието на Струма, плътно едно до друго са разположени шест от селищата – Железница, Крупник, Полена, Полето, Симитли и Черниче. В западната планинска част са останалите пет селца – Брестово, Докатичево, Сухострел, Сушица и Тросково. На изток, по бреговете на планинските потоци има още шест населени места – Брежани, Градево, Долно Осеново, Мечкул, Ракитна и Сенокос. Списък на населените места, подредени по азбучен ред, население и площ на землищата им:
| Населено място | Пребр. на населението през 2021 г. | Площ на землището (в км2) | Забележка (старо име)        | Населено място | Пребр. на населението през 2021 г. | Площ на землището (в км2) | Забележка (старо име)  |
| Брежани        | 620                                | 39,676                    | Сърбиново                    | Полена         | 580                                | 18,891                    | Долна Сушица           |
| Брестово       | 18                                 | 16,705                    |                              | Полето         | 567                                | 8,536                     |                        |
| Горно Осеново  | 1                                  | -                         | в з-щето на с. Долно Осеново | Ракитна        | 76                                 | 11,931                    |                        |
| Градево        | 101                                | 97,505                    |                              | Сенокос        | 28                                 | 47,084                    |                        |
| Докатичево     | 2                                  | 9,053                     |                              | Симитли        | 6397                               | 36,366                    | Симитлии, Изворите     |
| Долно Осеново  | 1434                               | 81,351                    | Осеново                      | Сухострел      | 1                                  | 18,725                    |                        |
| Железница      | 320                                | 32,802                    |                              | Сушица         | 24                                 | 62,037                    | Кадиица                |
| Крупник        | 2073                               | 35,412                    |                              | Тросково       | 11                                 | 24,422                    |                        |
| Мечкул         | 20                                 | 12,508                    |                              | Черниче        | 927                                | -                         | в з-щето на с. Крупник |

## Административно-териториални промени
- МЗ № 2820/обн. 14.08.1934 г. – преименува с. Сърбиново на с. Брежани;
- МЗ № 168/обн. 22 януари 1943 г. – преименува с. Симитлии на с. Изворите;
- МЗ № 2736/обн. 27.04.1945 г. – възстановява старото име на с. Изворите – с. Симитли;
- МЗ № 2889/ обн. 9 януари 1946 г. – признава н.м. Брестово (от с. Тросково) за с. Брестово;
- Указ № 317/обн. 13.12.1955 г. – признава н.м. Горна (от с. Долно Осеново) за с. Горно Осеново;

– признава н.м. Полето (от с. Брежани) за с. Полето;
– признава н.м. Черниче (от с. Брежани) за с. Черниче;
- Указ № 381/обн. 23.10.1960 г. – преименува с. Осеново на с. Долно Осеново;
- Указ № 431/обн. 22.11.1960 г. – отделя н.м. Долна Сушица от сб.с. Сушица като отделно населено място и го преименува на с. Полена;

– отделя кв. Горна Сушица от сб.с. Сушица като отделно населено място и го преименува на с. Кадиица;
- Указ № 5/Обн. 08.02.1963 г. – признава н.м. Предел (от община Симитли) за с. Предел;
- Указ № 546/обн. 15.09.1964 г. – признава с. Симитли за с.гр.т. Симитли;
- Указ № 57/Обн. 05.02.1965 г. – присъединява с. Ораново като квартал на гр. Симитли;

– заличава с. Предел поради обособяването му като курорт;
– признава н.м. Ракитна за с. Ракитна;
- Указ № 829/обн. 29.08.1969 г. – признава с.гр.т Симитли за гр. Симитли;
- Указ № 875/обн. 20.03.1987 г. – преименува с. Кадиица на с. Сушица

## Население

### Етнически състав
Преброяване на населението през 2011 г.
Численост и дял на етническите групи според преброяването на населението през 2011 г., по населени места (подредени по численост на населението):
| Населено място | Численост | Численост | Численост | Численост | Численост | Численост           | Численост     | Населено място | Дял (в %) | Дял (в %) | Дял (в %) | Дял (в %) | Дял (в %)           | Дял (в %)     |
| Населено място | Общо      | Българи   | Турци     | Цигани    | Други     | Не се самоопределят | Не отговорили | Населено място | Българи   | Турци     | Цигани    | Други     | Не се самоопределят | Не отговорили |
| Общо           | 14 283    | 10 691    | 11        | 503       | 47        | 31                  | 3000          | 100.00         | 74.85     | 0.07      | 3.52      | 0.32      | 0.21                | 21.00         |
| -------------- | --------- | --------- | --------- | --------- | --------- | ------------------- | ------------- | -------------- | --------- | --------- | --------- | --------- | ------------------- | ------------- |
| Симитли        | 6674      | 4177      | 3         | 387       | 11        | 16                  | 2080          | Симитли        | 62.58     | 0.04      | 5.79      | 0.11      | 0.23                | 31.16         |
| Крупник        | 2078      | 1493      | 0         | 39        | 9         | 4                   | 533           | Крупник        | 71.84     | 0.00      | 1.87      | 0.43      | 0.19                | 25.64         |
| Долно Осеново  | 1364      | 1341      |           |           |           | 7                   | 15            | Долно Осеново  | 98.31     |           |           |           | 0.51                | 1.09          |
| Черниче        | 1083      | 995       |           | 46        |           |                     | 33            | Черниче        | 91.87     |           | 4.24      |           |                     | 3.04          |
| Брежани        | 790       | 735       |           | 10        |           |                     | 43            | Брежани        | 93.03     |           | 1.26      |           |                     | 5.44          |
| Полена         | 700       | 442       | 0         |           |           |                     | 256           | Полена         | 63.14     | 0.00      |           |           |                     | 36.57         |
| Полето         | 677       | 638       |           |           | 10        |                     | 27            | Полето         | 94.23     |           |           | 1.47      |                     | 3.98          |
| Железница      | 368       | 340       | 4         | 17        | 0         | 0                   | 7             | Железница      | 92.39     | 1.08      | 4.61      | 0.00      | 0.00                | 1.90          |
| Градево        | 181       | 179       | 0         | 0         | 0         | 0                   | 2             | Градево        | 98.89     | 0.00      | 0.00      | 0.00      | 0.00                | 1.10          |
| Ракитна        | 134       | 125       |           |           | 7         |                     | 0             | Ракитна        | 93.28     |           |           | 5.22      |                     | 0.00          |
| Сушица         | 84        | 83        |           |           |           |                     | 0             | Сушица         | 98.80     |           |           |           |                     | 0.00          |
| Сенокос        | 40        | 35        | 0         |           |           | 0                   | 2             | Сенокос        | 87.50     | 0.00      |           |           | 0.00                | 5.00          |
| Тросково       | 29        | 28        | 0         | 0         | 0         | 0                   | 1             | Тросково       | 96.55     | 0.00      | 0.00      | 0.00      | 0.00                | 3.44          |
| Мечкул         | 28        | 28        | 0         | 0         | 0         | 0                   | 0             | Мечкул         | 100.00    | 0.00      | 0.00      | 0.00      | 0.00                | 0.00          |
| Брестово       | 25        | 25        | 0         | 0         | 0         | 0                   | 0             | Брестово       | 100.00    | 0.00      | 0.00      | 0.00      | 0.00                | 0.00          |
| Горно Осеново  | 15        | 14        | 0         | 0         | 0         | 0                   | 1             | Горно Осеново  | 93.33     | 0.00      | 0.00      | 0.00      | 0.00                | 6.66          |
| Докатичево     | 7         | 7         | 0         | 0         | 0         | 0                   | 0             | Докатичево     | 100.00    | 0.00      | 0.00      | 0.00      | 0.00                | 0.00          |
| Сухострел      | 6         | 6         | 0         | 0         | 0         | 0                   | 0             | Сухострел      | 100.00    | 0.00      | 0.00      | 0.00      | 0.00                | 0.00          |

### Вероизповедания
Численост и дял на населението по вероизповедание според преброяването на населението през 2011 г.:
|                     | Численост | Дял (в %) |
| Общо                | 14 283    | 100.00    |
| Православие         | 8695      | 60.87     |
| Католицизъм         | 30        | 0.21      |
| Протестантство      | 42        | 0.29      |
| Ислям               | 715       | 5.00      |
| Друго               | 8         | 0.05      |
| Нямат               | 74        | 0.51      |
| Не се самоопределят | 178       | 1.24      |
| Непоказано          | 4541      | 31.79     |

## Политика

### Общински съвет
Състав на общинския съвет, избиран на местните избори през годините:
| Партия или сдружение | 2003    | 2007    | 2011 | 2015    |
| Избирателна активност по време на изборите | 57,03 % | 70,19 % |      | 64,20 % |
| Общ брой места | 17      | 17      | 17   | 17      |
| --- | ------- | ------- | ---- | ------- |
| Местна коалиция „Бъдеще за община Симитли“ |         |         | 9    | 11      |
| ГЕРБ |         |         | 5    | 3       |
| Народен съюз |         |         |      | 2       |
| Български демократичен център |         |         | 2    | 1       |
| Ред, законност и справедливост |         | 2       | 1    |         |
| Коалиция „Бъдеще за община Симитли 07“ (Национално движение „Симеон Втори“, Политическо движение „Социалдемократи“, Българска социалдемокрация, Обединен блок на труда, Християндемократичен форум, Демократическа партия) |         | 10      |      |         |
| Коалиция „За европейско развитие на община Симитли“ (Обединение на българските националисти „Целокупна България“, Български земеделски народен съюз - Народен съюз, Демократи за силна България)                           |         | 2       |      |         |
| Коалиция „ГЕРБ и ВМРО – БНД“ (ГЕРБ, ВМРО – Българско национално движение) |         | 2       |      |         |
| Коалиция „Обединени десни сили за община Симитли – СДС, ССД, Новото време, БСДП“ (Съюз на демократичните сили, Съюз на свободните демократи, Новото време, Българска социалдемократическа партия)                          |         | 1       |      |         |
| Коалиция „Бъдеще за община Симитли – 2003“ | 6       |         |      |         |
| Коалиция „Демократичен съюз за община Симитли“ | 6       |         |      |         |
| Национално движение „Симеон Втори“ | 2       |         |      |         |
| Българска социалистическа партия | 1       |         |      |         |
| Национален идеал за единство | 1       |         |      |         |
| Коалиция „ВМРО – БНД и БСДП“ (ВМРО – Българско национално движение, Българска социалдемократическа партия) | 1       |         |      |         |

## Транспорт
По долината на река Струма, на протежение около 20 km преминава участък от трасето жп линия София – Благоевград – Кулата.
През общината преминават частично или изцяло 3 пътя от Републиканската пътна мрежа на България с обща дължина 49,7 km:
- участък от 21,5 km от Републикански път I-1 (от km 371,5 до km 393,0);
- началния участък от 22 km от Републикански път II-19;
- целия участък от 6,2 km от Републикански път III-1007.

## Икономика
Симитли има възлово транспортно значение. През него се осъществяват пътни връзки по направления Разлог, Банско, Гоце Делчев, Драма, Сандански, Кулата, Солун, Атина – основни европейски коридори. Минералната вода се използва активно и за оранжерийно производство. В Симитли действа най-голямата в региона оранжерийна база за производство на зеленчуци и цветя. Профилиращите отрасли, в които работи по-голяма част от трудоспособното население са предимно в миннодобивната промишленост, дърводобив и дървообработване, текстилна промишленост и селско стопанство. Традициите на аграрното производство в общината са се формирали под влияние на природните дадености в Среднострумския район. Основните култури – тютюнът, зеленчуците, овощарството, лозята и пасищното животновъдство са най-подходящите подотрасли за общината и дават облика на селското стопанство.

## Екология и туризъм
Тенденциите в развитието на община Симитли е да се превърне в туристически и балнеоложки център. В това отношение, както общинските програми и проекти, така и частната инициатива, дават своите първоначални резултати. Факт е изграждането на модерни санаториуми за лечение на заболявания на опорно-двигателния апарат, неврологични и кожни заболявания. Наред с това съществуват много добри предпоставки за развитие на еко туризъм. Запазената природа и бит на населението създават отлични условия за развитие и на селския туризъм. На територията на общината се намира ловно стопанство „ПРЕДЕЛ“. То разполага със собствена леглова база и добре развити пътни артерии, развива международен ловен туризъм.

## Топографски карти
- Лист от карта K-34-71. Мащаб: 1 : 100 000.
- Лист от карта K-34-82. Мащаб: 1 : 100 000.
- Лист от карта K-34-83. Мащаб: 1 : 100 000.